# Thea Gerard
Pour les articles homonymes, voir Gerard.
Thea Gerard ou Theresia Gerard, née le 22 juillet 1938 à Batavia et morte le 13 octobre 1987 à La Haye, est une artiste néerlandaise. 

## Biographie
Thea Gerard naît le 22 juillet 1938 à Batavia,.
Femme au foyer, elle peint des portraits de ses amis proches, reconnaissables d'un tableau à l'autre ; elle les place sur des fonds de fleurs « décoratives ».
Artiste orientée vers l'art naïf ; ses sujets sont surtout des représentations de souvenirs d'enfance, de la famille, des amis et de situations de son entourage. Elle s'occupe également de poupées en bois et d'arts visuels comme la céramique[réf. souhaitée].
Elle organise de nombreuses expositions, tant dans son pays qu'à l'étranger[réf. souhaitée]. 
Elle est mariée à l'artiste Piet van den Heuvel, également de La Haye, qui travaille principalement sous le nom de Napaku[réf. souhaitée].
Thea Gerard meurt le 13 octobre 1987 à La Haye.